# ゲルハルト・ウルリヒ

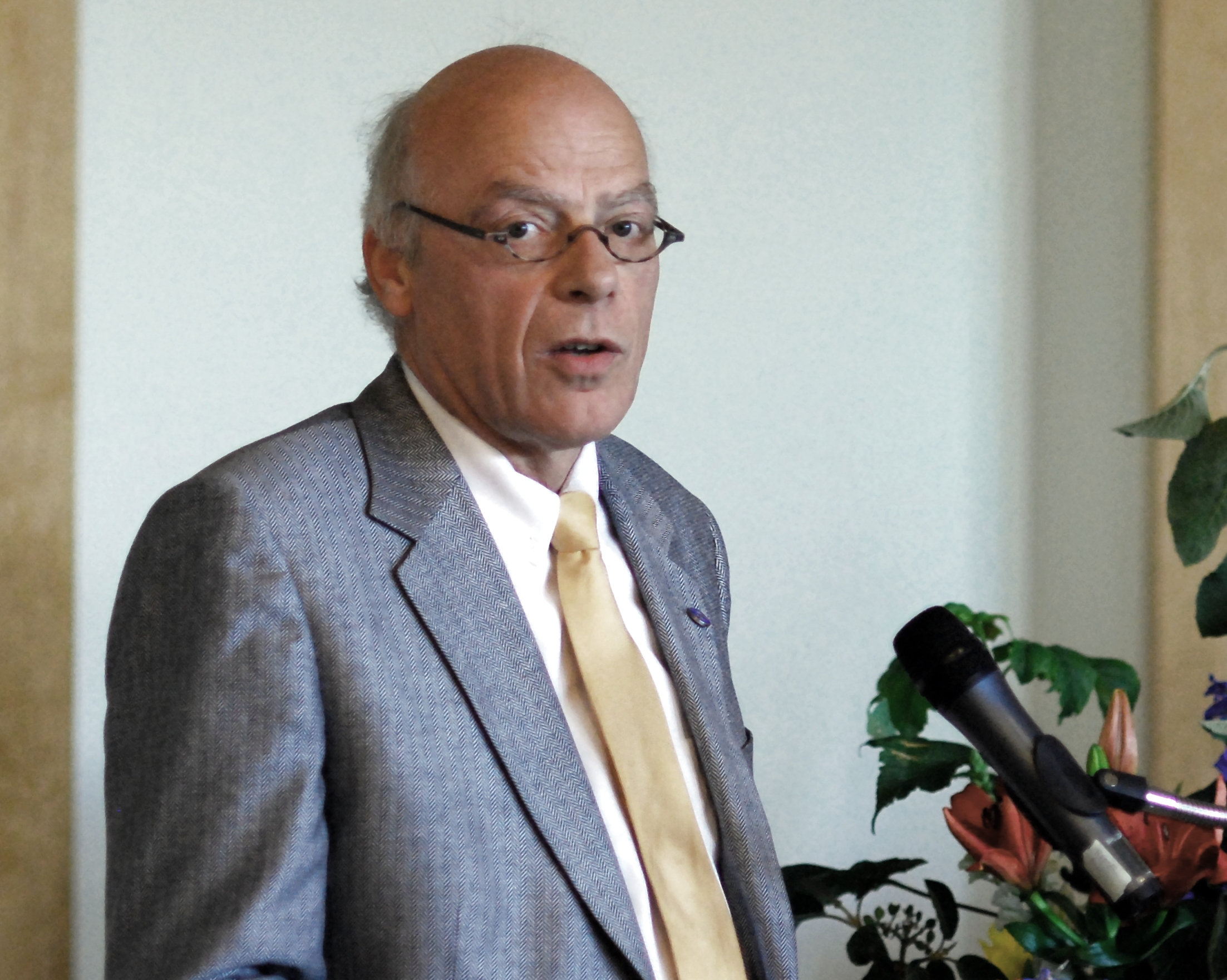
ゲアハルト・ウルリヒ(2009)

ゲルハルト・ウルリヒ（ドイツ語:  Gerhard Ulrich , 1951年3月9日ハンブルク - ）は、ドイツのルター派神学者、牧師。2013年に北ドイツ福音ルター派教会監督に就任している。2011年にドイツ合同福音ルター派教会 (VELKD) のトップである指導監督にも就いている。

## 経歴
ゲルハルト・ウルリヒはドイツ警察官僚の息子としてハンブルク＝ラールシュテットで育つ。ギムナジウムに進学しアビトゥーアに合格。1971年から1972年までドイツ連邦軍での兵役を務める。当初はドイツ文学、演劇、舞台芸術を学ぶが、1974年にハンブルク大学福音主義神学部に移った。
1979年から1981年までホルシュタイン地方のプレエッツで牧師補として教会で働く。1981年リューベック大聖堂でウルリヒ・ヴィルケンス監督の司式で牧師に任職し、シュレースヴィヒ＝ホルシュタイン州シュトルマルン教会地区のバルスビュッテルで協同牧師になる。1983年から1986年までハンブルク＝ヴェリングスビュッテルで牧師、1987年から1990年までシュレスヴィヒ地域の牧師補育成メンタリング部門長を務めた。1991年にプレエッツにあるノルトエルビエン福音ルター派教会の牧師研修施設長に就任。
1996年からカッペルン市を含むアンゲルン半島教会地区の地区長、2003年よりノルトエルビエン州教会執行部の一員になる。
2008年7月12日、ノルトエルビエン州教会総会はハンス・クリスチャン・クヌート退任後のシュレースヴィヒ・ホルンシュタイン教区監督にゲアハルト・ウルリヒを選出した。ウルリヒは2008年10月1日に監督に就任し、2008年11月8日に就任祝典がシュレースヴィヒ聖堂で執り行われた。なお、2008年の教区監督選挙に際しての対立候補は後にドイツ合同福音ルター派教会事務局長になったホルスト・ゴールスキーであった。
2009年、ウルリヒ監督はノルトエルビエン州教会指導部の代表監督になると同時に、ノルトエルビエン福音ルター派教会、メクレンブルク福音ルター派州教会、ポンメルン福音主義教会による合同指導部の代表にも就任した。この3つの州教会は2012年の聖霊降臨主日に合同し北ドイツ福音ルター派教会として再スタートした。監督選挙までの期間、ウルリヒはノルトエルビエン州教会事務局があるキールに業務の拠点を移していた。この間ノルトエルビエン州教会総会はシュレースヴィヒ＝ホルシュタイン教区代理監督を選任した。2009年10月1日からゴットハルト・マガルト牧師がその職に就いている。
2009年11月にドイツ合同福音ルター派教会監督協議会副議長に就任。2011年11月4日にドイツ合同福音ルター派教会ヨハネス・フリードリヒ主席監督の後継者になると同時に、国際マルティン・ルター財団の理事長に選出された。
アーレンスブルク性的虐待事件発生から2年後の2012年4月1日に、シュレースヴィヒ＝ホルシュタイン州にあるアーレンスブルク教会共同体をハンブルク、リューベック教区のキルステン・フェールス監督と共に枝の主日礼拝で説教をするため州教会監督として、初めて訪問した。地域教会共同体での性的虐待事件に関する州教会指導部の対応策が遅すぎるという批判が起きていたからであった。
2013年2月21日リューベックで北ドイツ福音ルター派教会監督にゲアハルト・ウルリヒは選出された。その時の監督候補者はウルリヒ1人のみだった。
シュレースヴィヒ＝ホルシュタイン教区の監督職をウルリヒは2013年5月28日に正式に退任した。2013年8月25日にシュヴェリーン大聖堂においてウルリヒの北ドイツ福音ルター派教会監督就任祝典が中部ドイツ福音主義教会監督イルゼ・ユンカーマンによって執り行われた。

## 家族
ウルリヒは1982年に結婚し、4人の息子の父親である。